# Jan Cobbaertplein

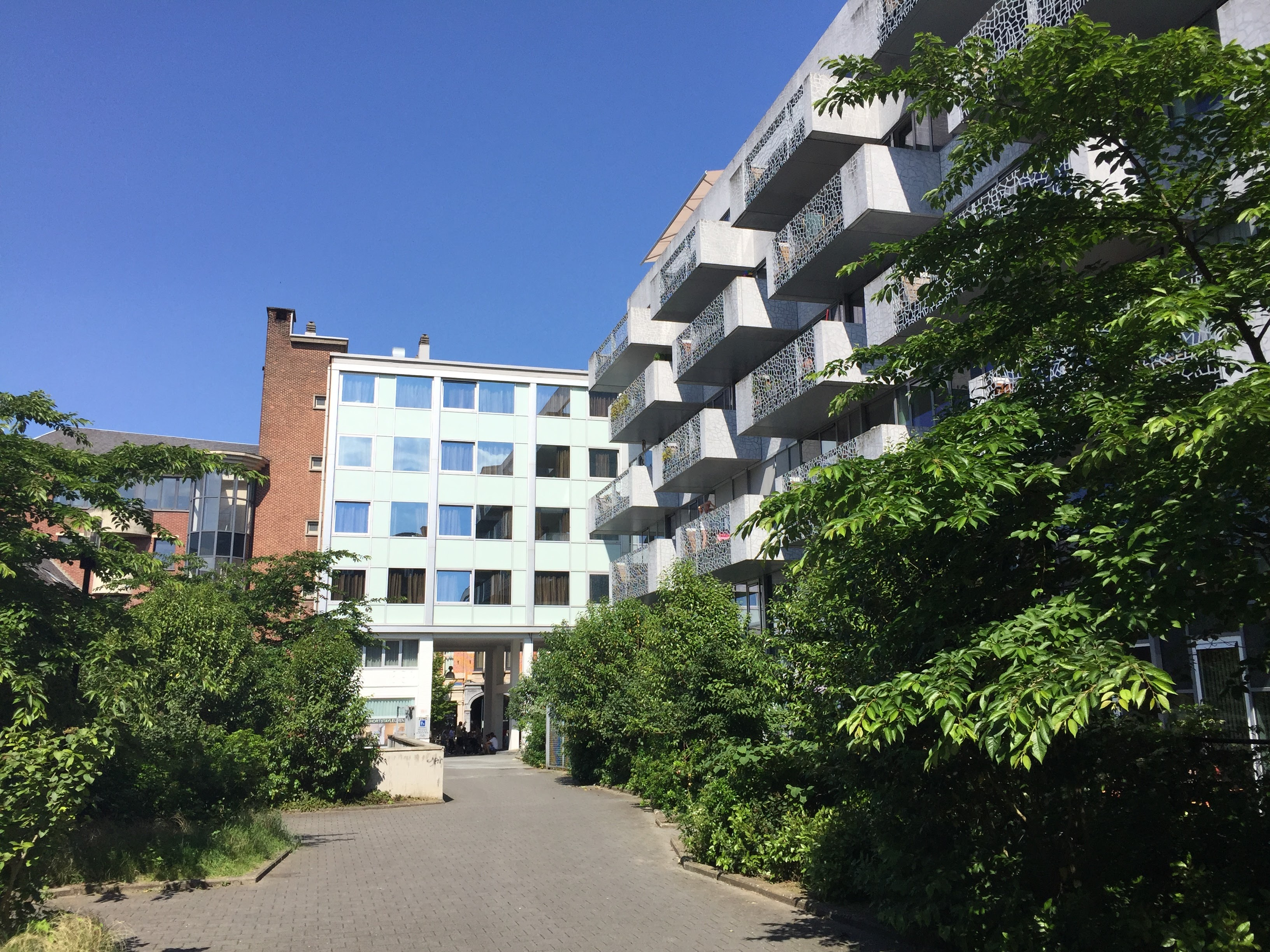

Het Jan Cobbaertplein is een plein in de Belgische stad Leuven. Het situeert zich in het stadscentrum, tussen het Hogeschoolplein, de Tiensestraat en het Alfons Smetsplein.

## Geschiedenis
Op deze plek stond ooit het De Bay College en de De Bay Kazerne.
In 2010 is het plein vernoemd naar kunstschilder Jan Cobbaert.
Voorheen stond op de plek van het plein het stedelijk zwembad van Leuven. Het zwembad was bekend door de verschillende muurschilderingen die Jan Cobbaert had geschilderd in de jaren 1960. Bij de afbraak in 2006 heeft de stad zes fragmenten van de muurschilderingen kunnen redden. Deze werden geveild en de opbrengst ging uit naar 'Ter Bank' in Heverlee, een school voor buitengewoon onderwijs.

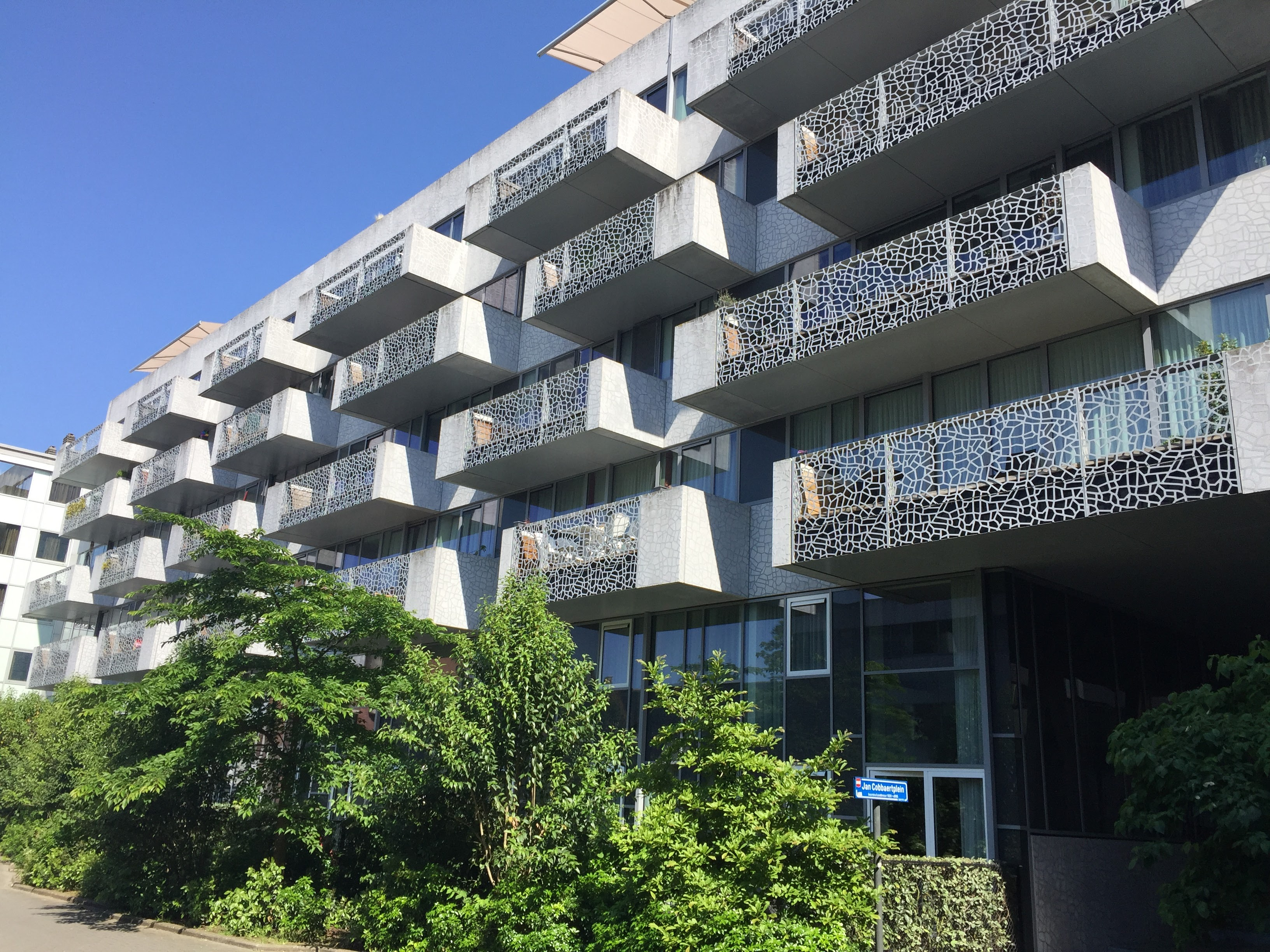
Jan Cobbaertplein met appartementen met glas-in-lood-balkons

In 2009 kwam op de plaats van het zwembad een woonproject. Naast 40 woningen kwamen er ook vijf handelsruimtes. Het Jan Cobbaertplein is het binnenplein van dit stedelijk project op de Zwembadsite.